# Histoire d'un crime
Histoire d'un crime est un essai de Victor Hugo sur le coup d'État perpétré par Louis-Napoléon Bonaparte le 2 décembre 1851 contre l'Assemblée nationale de la Seconde République avec l'objectif de renforcer son pouvoir exécutif.

## Histoire de la publication
L'auteur écrit en 1851-1852 quarante-deux chapitres qui ne sont pas publiés, les éditeurs se dérobant. 
Vingt-trois chapitres supplémentaires sont écrits à son retour d'exil, après la chute du Second Empire. 
Le premier tome est publié le 1er octobre 1877 chez Calmann-Lévy, en réponse à la crise du 16 mai 1877. La phrase en exergue du tome I y fait allusion : « Ce livre est plus qu’actuel ; il est urgent. Je le publie. » La note introductive évoque « cette étrange année 1877 […] faisant coïncider avec les choses d’aujourd’hui le récit de ces choses d’autrefois ». 
L'ouvrage, en deux volumes, comprend deux parties[pas clair]. Tome I : Note ; Première journée : Le guet-apens ; Deuxième journée : La lutte. 
Le tome II, publié chez le même éditeur sous le même titre, le 15 mars 1878, contient :  Troisième journée : Le massacre ; Quatrième journée : La victoire ; Conclusion : La chute.
En 1879, une édition populaire illustrée en un volume parait chez Eugène Hugues. 
Une nouvelle édition est publiée dans ses œuvres complètes chez Hetzel-Quantin, en 1883, édition approuvée par l’écrivain et réalisée d’après ses manuscrits originaux, dite ne varietur.
Victor Hugo ajoute aux « choses vues » et aux documents collectés, à sa demande, par Juliette Drouet, la force du pamphlet et la puissance de la littérature. 

« Violer le droit, supprimer l’assemblée, abolir la constitution, étrangler la
république, terrasser la nation, salir le drapeau, déshonorer l’armée, prostituer
le clergé et la magistrature, réussir, triompher, gouverner, administrer, exiler,
bannir déporter, ruiner, assassiner, régner avec des complicités telles que la
loi finit par ressembler au lit d’une fille publique, quoi ! Toutes ces énormités
seraient faites ! »

Anita Lavernhe-Grosset compare cette charge à une véritable damnatio memoriae.

## Éditions
- Histoire d'un crime. Déposition d'un témoin.  (préf. Henri Guillemin), Suisse, La guilde du livre, 1963, 460 p.

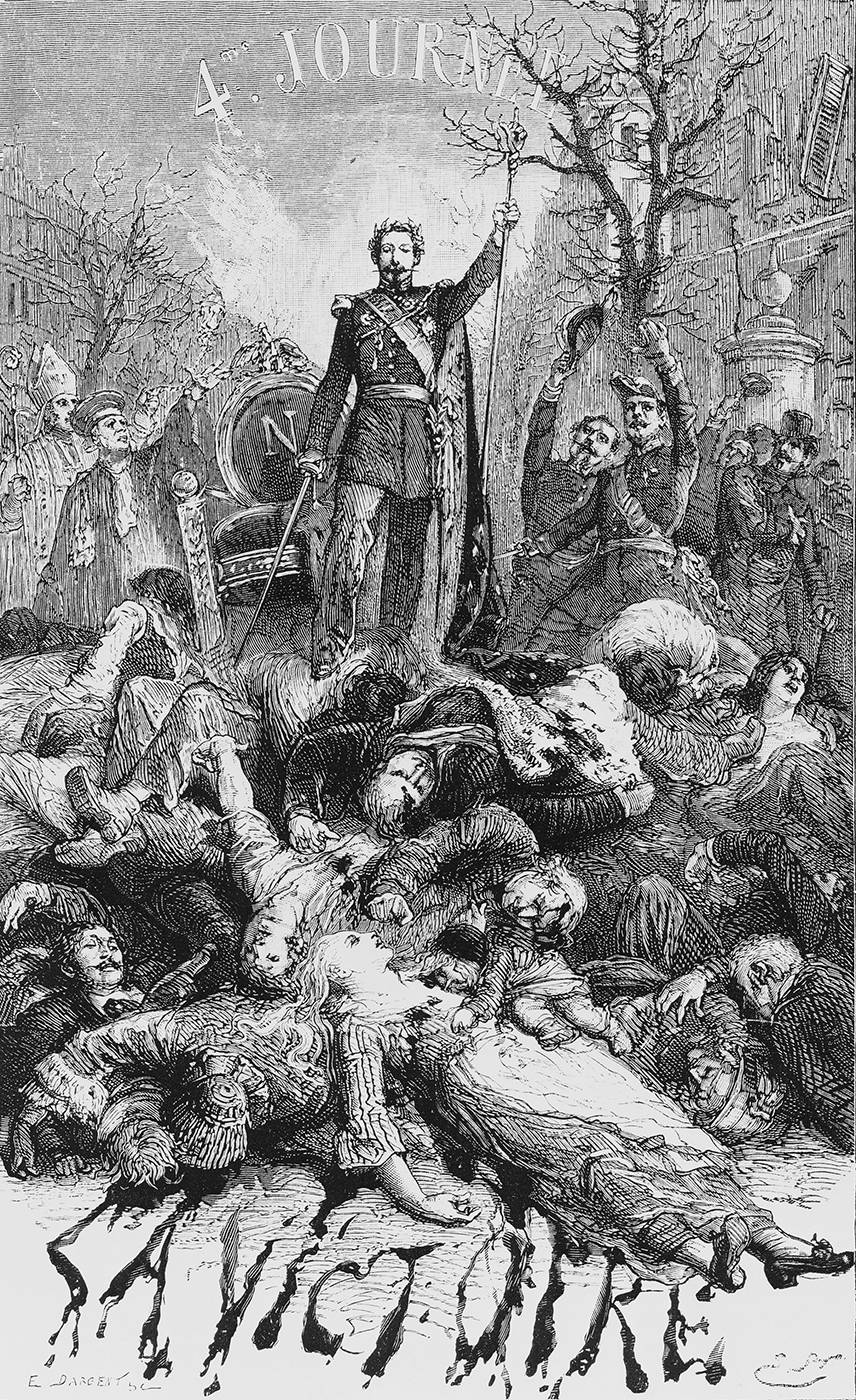
Encensé par le clergé, la magistrature et l'armée, Louis-Napoléon Bonaparte célèbre sa « victoire » en se hissant jusqu'au trône impérial juché sur une pile de cadavres, victimes du coup d'État du 2 décembre 1851.
Illustration d'Ernest Yan' Dargent pour Histoire d'un crime.

- Histoire d'un crime, préface de Jean-Claude Caron, postface de Sylvie Aprile, Éditions Abeille et Castor, Angoulême, 2009, 505 pages
- Histoire d’un crime — Déposition d’un témoin  (préf. Jean-Marc Hovasse. Notes et notice de Guy Rosa), La fabrique, 2009, 768 p. (ISBN 9782913372948)